# Eliud Kipchoge
Eliud Kipchoge   (Kapsisiywa, 5 de novembre de 1984) és un atleta kenyà, especialitzat en llarga distància, que ostentà el rècord del món de la marató des del 16 de setembre de 2018 fins que l'aconseguí el també kenyà Kelvin Kiptum l'octubre de 2023.
Va iniciar la seva carrera el 2003 guanyant la cursa júnior en els Campionats del Món de la IAAF World Cross Country, establint un rècord mundial júnior de 5000 metres en pista i va esdevenir campió del món en el Campionat del Món d'atletisme de 2003. Posteriorment va aconseguir un bronze olímpic en els Jocs Olímpics d'Estiu de 2004 i un altre en el Campionat del Món d'atletisme en pista coberta de 2006.
En els següents anys va aconseguir la medalla de plata en el Campionat del Món d'atletisme de 2007 i en els Jocs Olímpics d'estiu de 2008. Cap al 2012 va iniciar-se en les curses de llarga distància i va debutar en la marató el 2013, participant en les maratons d'Hamburg, Berlín i Londres, i guanyant la medalla d'or en els Jocs Olímpics de 2016. El 16 de setembre de 2018 va establir un nou rècord del món de marató, a la Marató de Berlín, amb un temps de 2:01:39, superant en més d'un minut el rècord anterior de Dennis Kimetto.
El 12 d'octubre de 2019, va aconseguir una marca de 1:59:40, baixant de les dues hores per primera vegada a la història, en una prova individual celebrada a Viena. Tot i la gran fita, la Federació Internacional d'Atletisme (IAAF), no va reconèixer com a oficial la marca, degut a que aquesta cursa fou específicament realitzada amb el propòsit de superar la marca de les 2 hores, sense adversaris i sota diverses regles no admeses i sense fer-se en una competició oficial.
El 25 de setembre de 2022 establí un nou rècord del món de marató rebaixant trenta segons la seva pròpia marca, sempre a la Marató de Berlín.

## Palmarès
| Data                   | Competició                         | Distància | Lloc           | Posició | Temps    | Nota           |  |
| ---------------------- | ---------------------------------- | --------- | -------------- | ------- | -------- | -------------- |  |
| 30 de març de 2003     | Campionat Mundial de Camp a Través | Sub-20    | Lausana        | 1       | 22:47    |                |  |
| 31 d'agost de 2003     | Campionat del Món                  | 5000m     | París          | 1       | 12:52.79 |                |  |
| 28 d'agost de 2004     | Jocs Olímpics                      | 5000m     | Atenes         | 3       | 13:15.10 |                |  |
| 23 d'agost de 2008     | Jocs Olímpics                      | 5000m     | Pequín         | 2       | 13:02.80 |                |  |
| 29 de setembre de 2013 | Marató de Berlín                   | Marató    | Berlín         | 2n      | 2:04:05  |                |  |
| 12 d'octubre de 2014   | Marató de Chicago                  | Marató    | Chicago        | 1r      | 2:04:11  |                |  |
| 26 d'abril de 2015     | Marató de Londres                  | Marató    | Londres        | 1r      | 2:04:42  |                |  |
| 27 de setembre de 2015 | Marató de Berlín                   | Marató    | Berlín         | 1r      | 2:04:00  |                |  |
| 24 d'abril de 2016     | Marató de Londres                  | Marató    | Londres        | 1r      | 2:03:05  | [ n 1 ]        |  |
| 21 d'agost de 2016     | Jocs Olímpics                      | Marató    | Río de Janeiro | 1       | 2:08:44  |                |  |
| 24 de setembre de 2017 | Marató de Berlín                   | Marató    | Berlín         | 1r      | 2:03:32  |                |  |
| 22 d'abril de 2018     | Marató de Londres                  | Marató    | Londres        | 1r      | 2:04:17  |                |  |
| 16 de setembre de 2018 | Marató de Berlín                   | Marató    | Berlín         | 1r      | 2:01:39  | [ n 2 ]        |  |
| 12 d'octubre de 2019   | 2019 INEOS 1:59 Challenge          | Marató    | Viena          | 1r      | 1:59:40  |                |  |
| 4 d'octubre de 2020    | Marató de Londres                  | Marató    | Londres        | 8è      | 2:06:49  |                |  |
| 18 abril 2021          | NN Mission Marathon                | Marató    | Enschede       | 1r      | 2:04:30  |                |  |
| 9 d'agost de 2021      | Jocs Olímpics                      | Marató    | Sapporo        | 1       | 2:08:38  |                |  |
| 6 de març de 2022      | Marató de Tòquio                   | Marató    | Tòquio         | 1r      | 2:02:40  |                |  |
| 25 de setembre de 2022 | Marató de Berlín                   | Marató    | Berlín         | 1r      | 2:01:09  | Rècord mundial |  |